# Basisperma
Basisperma é um género botânico pertencente à família Myrtaceae.